# Valor reproductivo
El valor reproductivo es un concepto en demografía y genética de las poblaciones que representa el número descontado a futuro de hembras que nacerán de una hembra de una edad específica. Ronald Fisher definió el valor reproductivo en su libro de 1930 The Genetical Theory of Natural Selection donde propuso que las descendientes futuras se descuenten a la tasa de crecimiento de la población. Esto, implica que la magnitud del valor reproductivo mide la contribución de un individuo de una edad determinada al crecimiento futuro de la población.

## Definición
Considerando una especie con una tabla de mortalidad cuyos parámetros de supervivencia y reproducción están dados por {\displaystyle \ell _{x}} y {\displaystyle m_{x}}, donde:
{\displaystyle \ell _{x}} = probabilidad de supervivencia desde la edad 0 a la edad {\displaystyle x}.
y
{\displaystyle m_{x}} = tamaño promedio de camada producido por un individuo de edad {\displaystyle x}.
En una población con un conjunto discreto de clases etarias, el valor reproductivo de Fisher se calcula como:
{\displaystyle v_{x}=\sum _{y=x}^{\infty }\lambda ^{-(y-x+1)}{\frac {\ell _{y}}{\ell _{x}}}m_{y}}
Donde {\displaystyle \lambda } la tasa de crecimiento a largo plazo de la población dada por el valor propio dominante obtenido de la matriz de Leslie.
Cuando las clases etarias son continuas, 
{\displaystyle v_{x}=\int _{x}^{\infty }e^{-r(y-x)}{\frac {\ell _{y}}{\ell _{x}}}m_{y}dy}
Donde {\displaystyle r} es la tasa intrínseca de crecimiento, también llamada tasa de crecimiento de Malthus.